# Barbour-tarajosteknős
A Barbour-tarajosteknős (Graptemys barbouri) a teknősök (Testitudines) rendjébe és a mocsáriteknős-félék (Emydidae) családjába tartozó faj.

## Előfordulása
Az Amerikai Egyesült Államok területén honos.

## Megjelenése
A hím testhossza 9-13 centiméter, a nőstény 18-28 centiméter.